# Zygothrica candens
Zygothrica candens är en tvåvingeart som beskrevs av Burla 1956. Zygothrica candens ingår i släktet Zygothrica och familjen daggflugor. Inga underarter finns listade i Catalogue of Life.